# Chiesa apostolica armena
La Chiesa apostolica armena (in armeno Հայ Առաքելական Եկեղեցի?), a volte indicata come Chiesa gregoriana o Chiesa Cattolica Ortodossa (Ուղղափառ) Gregoriana è tra le chiese più antiche del cristianesimo e una delle prime comunità cristiane nel mondo. È guidata da un catholicos, in lingua armena կաթողիկոս ("patriarca", plurale cathólicoi). Attualmente il Catholicos di tutti gli Armeni è Karekin II, che ha la sua sede a Echmiadzin, in Armenia. La Chiesa apostolica armena è una delle Chiese ortodosse orientali.

## Origini e storia

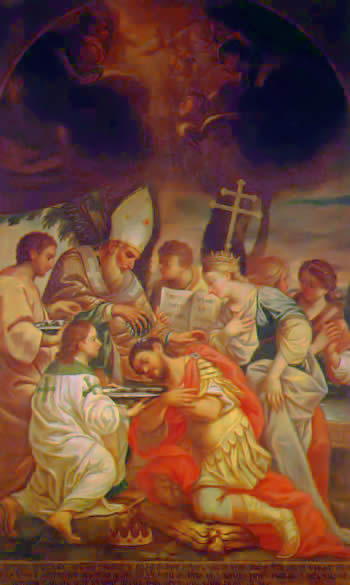
Battesimo del sovrano arsacide Tiridate III.

La prima testimonianza dell'introduzione della religione cristiana in Armenia risale al I secolo, quando venne predicata da Bartolomeo e Taddeo, due dei dodici apostoli. L'Armenia fu la prima nazione ad adottare il cristianesimo. Ciò avvenne quando il sovrano arsacide Tiridate III, convertito e battezzato con la sua corte da Gregorio Illuminatore, nel 301 dichiarò il cristianesimo religione di Stato.
Il cristianesimo in Armenia si rafforzò ulteriormente grazie alla traduzione in lingua armena della Bibbia da parte del teologo e monaco Mesrop Mashtots.

### Il miafisismo
Essendo lo Stato armeno situato al di fuori dei confini dell'Impero romano, la Chiesa apostolica armena non prese parte al concilio di Calcedonia (451), in cui si affermò che Cristo è una sola persona in cui convivono due nature, quella umana e quella divina, quindi non ne firmò i decreti.

Essa non aderì neppure alle decisioni prese dopo il concilio, tra cui la condanna del monofisismo (sostenuto dalla Chiesa ortodossa siriaca). Essa si separò definitivamente dalla Chiesa cattolica nel 554 (appena un anno dopo il concilio di Costantinopoli II), quando gli armeni rigettarono (Concilio di Dvin) le tesi "duofisite" del concilio di Calcedonia.
Storicamente la Chiesa apostolica armena è stata etichettata come "monofisita"; tuttavia la Chiesa armena afferma di non concordare con questa attribuzione poiché essa, pur essendo in disaccordo con la formula stabilita nel concilio di Calcedonia, considera il monofisismo, così come professato da Eutiche, un'eresia.
La Chiesa armena aderisce invece alla dottrina che considera la natura di Cristo come unica, frutto dell'unione di quella umana e divina. Per distinguere questa forma da quella di Eutiche, essa viene denominata «Miafisismo».

## Struttura
Sua santità Karekin II (pronunciato in armeno orientale Garegin) è il Catholicos di tutti gli Armeni; la sede centrale della Chiesa apostolica armena è la città di Echmiadzin, a ovest di Erevan. Un secondo Catholicos, sua santità Aram I Catholicos di Cilicia, risiede ad Antilyas in Libano, e guida le chiese che appartengono al Catolicosato della Grande Casa di Cilicia. La divisione in questi due dicasteri venne causata dal frequente spostamento della sede della Chiesa apostolica armena sotto l'Impero ottomano. Tuttavia il Catholicos di tutti gli Armeni ha il primato sul Catholicos di Cilicia.
Sono quattro le entità ecclesiastico-giuridiche di cui è composta la Chiesa apostolica armena:
- Catolicosato d'Armenia e di tutti gli armeni, con sede a Echmiadzin;
- Catolicosato della Grande Casa di Cilicia, con sede a Antilyas;
- Patriarcato armeno di Gerusalemme;
- Patriarcato armeno di Costantinopoli.

## La Chiesa apostolica armena nel mondo
Oggi esistono molte congregazioni in diversi paesi del mondo: Stati Uniti d'America, Francia, Russia, Libano, Siria, Canada, Italia ed altri.
Di particolare rilievo è la Chiesa Apostolica Armena in Iran dove gli armeni rappresentano la maggior parte della minoranza etnica cristiana della regione. Fu nel 1604, durante il regno della dinastia safavide, che lo shah Abbas I permise la costruzione a Esfahan, la capitale, del quartiere Jolfa (talvolta scritto anche Gilfa), dall'altra parte del fiume rispetto alla piazza principale. Gli armeni, che lo popolarono, ebbero il permesso di professare la propria religione. Furono costruite chiese e monasteri. La chiesa principale, la cattedrale di Vank, fu ultimata nel 1664. L'edificio rappresenta una felice combinazione dell'arte safavide con lo stile ad alte arcate delle chiese cristiane. Ancora oggi il quartiere cristiano di Esfahan conserva il nome del villaggio da cui gli armeni provenivano. La cattedrale di Vank è tutt'oggi il cuore della Chiesa apostolica armena in Iran.

### La Chiesa apostolica armena in Italia
L'Italia, una delle principali culle del cristianesimo armeno, annovera la presenza di importanti istituzioni cattoliche di rito armeno, come il Monastero di San Lazzaro degli Armeni a Venezia ed il Pontificio Collegio Armeno di Roma; parimenti vi è una presenza della chiesa apostolica armena a Milano e una sede vescovile in Sicilia.